# Prestrane
Prestrane (in sloveno Prestranek) è un centro abitato della Slovenia, frazione del comune di Postumia.

## Storia
Il centro abitato apparteneva storicamente alla Carniola, ed era noto sia con il toponimo tedesco di Pröstranegg e con quello sloveno di Prestranek.
Dopo la prima guerra mondiale passò, come tutta la Venezia Giulia, al Regno d'Italia; il toponimo venne italianizzato in Prestrane.
Dopo la seconda guerra mondiale il territorio passò alla Jugoslavia; attualmente Prestrane (tornata ufficialmente Prestranek) è frazione del comune di Postumia.